# Blue (Virginia Occidental)
Blue es un área no incorporada ubicada dentro del Distrito Sur, una división civil menor del condado de Tyler (Virginia Occidental), Estados Unidos. Está catalogada como un asentamiento humano por la Junta de Nombres Geográficos de los Estados Unidos.
El número de identificación (ID) asignado por el Servicio Geológico de Estados Unidos es 1549599.

## Geografía
Se encuentra a una altitud de 214 m s. n. m. (702 pies) según el conjunto de datos de elevación nacional.